# جايسون مور (لاعب كرة قدم)
جايسون مور (بالإنجليزية: Jason Moore)‏ (15 يناير 1976 في الولايات المتحدة - ) هو لاعب كرة قدم أمريكية ولاعب كرة قدم أمريكي في مركز ظهير دفاعي ‏. لعب مع دنفر برونكوز وسان فرانسيسكو 49 وغرين باي باكرز.

## وصلات خارجية
- جايسون مور على موقع مرجع كرة القدم المحترفة.كوم (الإنجليزية)